# Oostenburg (Amsterdam)

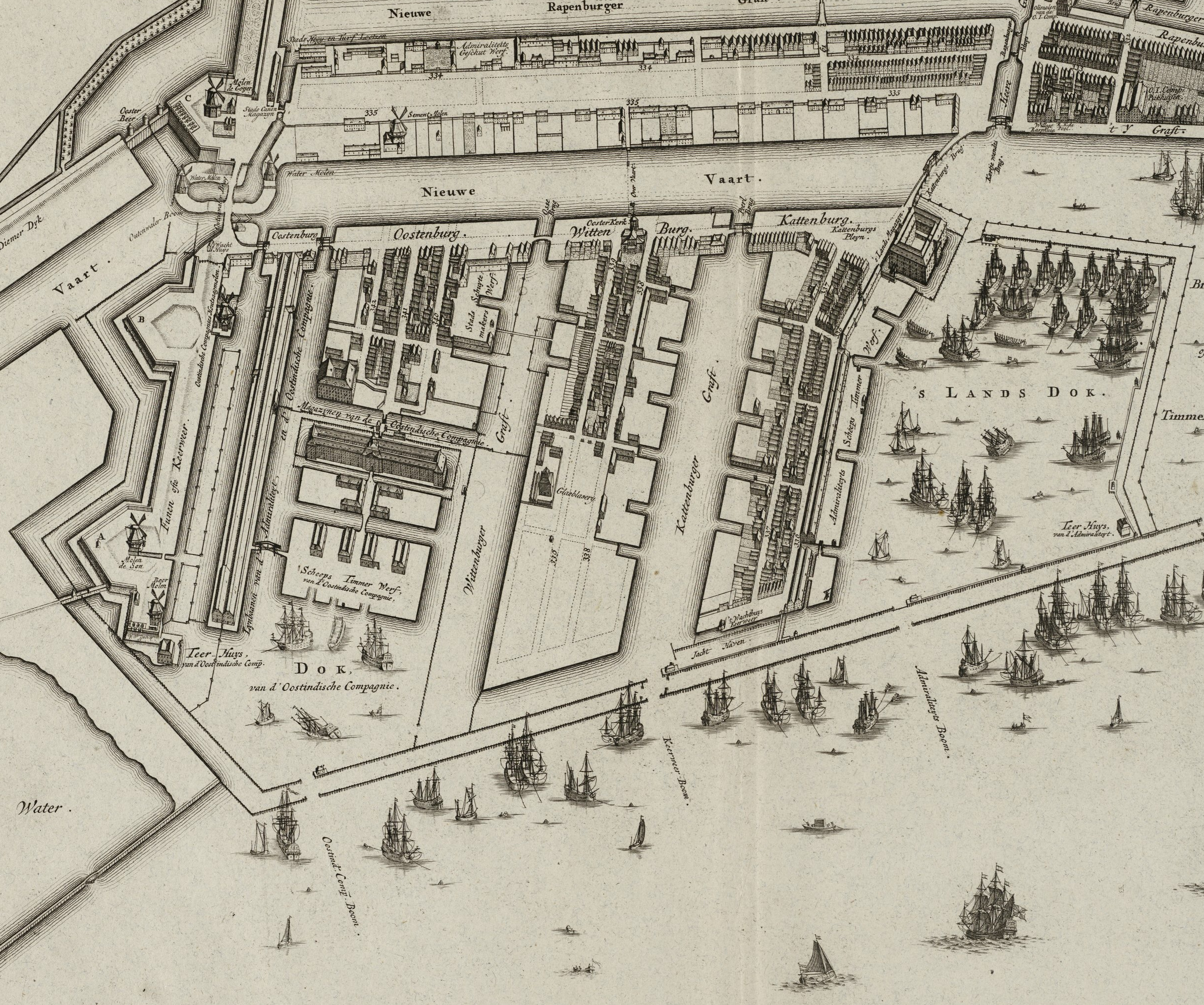
Carte des Oostelijke Eilanden en 1782. À gauche se trouvent en travers les entrepôts de la VOC d' Oostenburg.

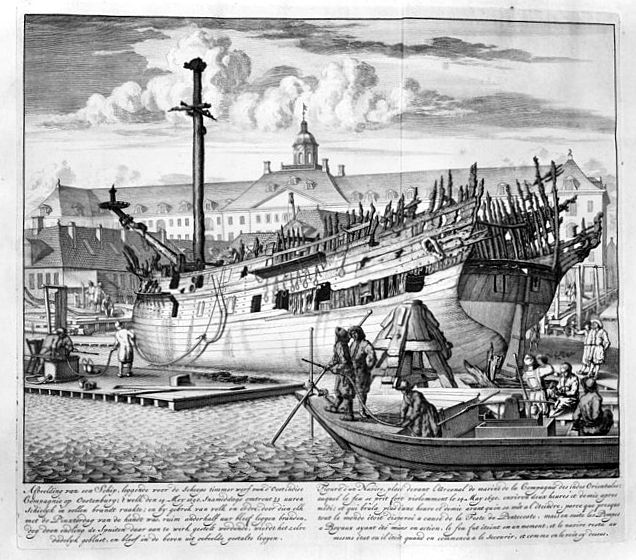
Dessin du site du chantier naval d'Oostenburg.

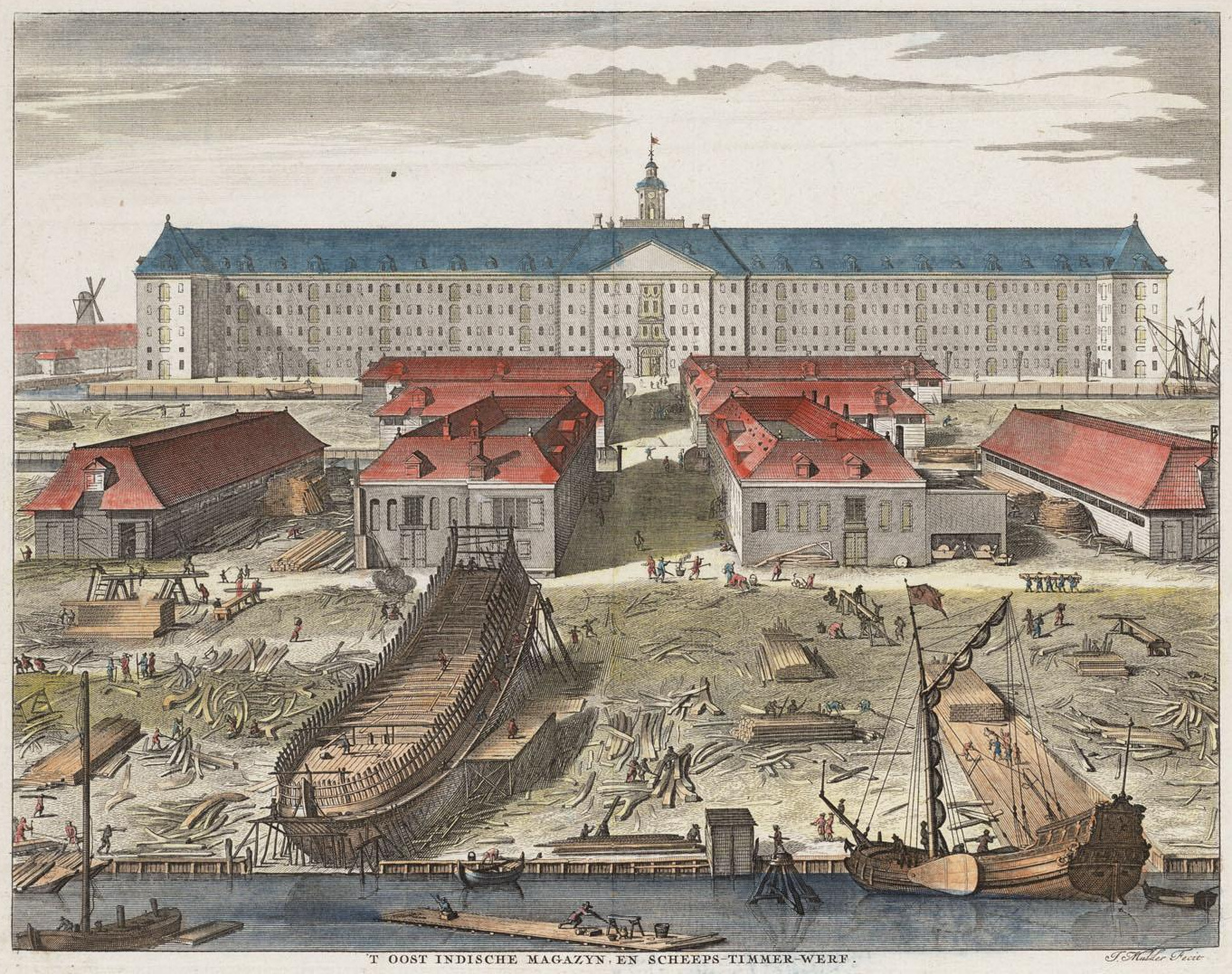
Vue de l'entrepôt des Indes orientales à Amsterdam (1726)

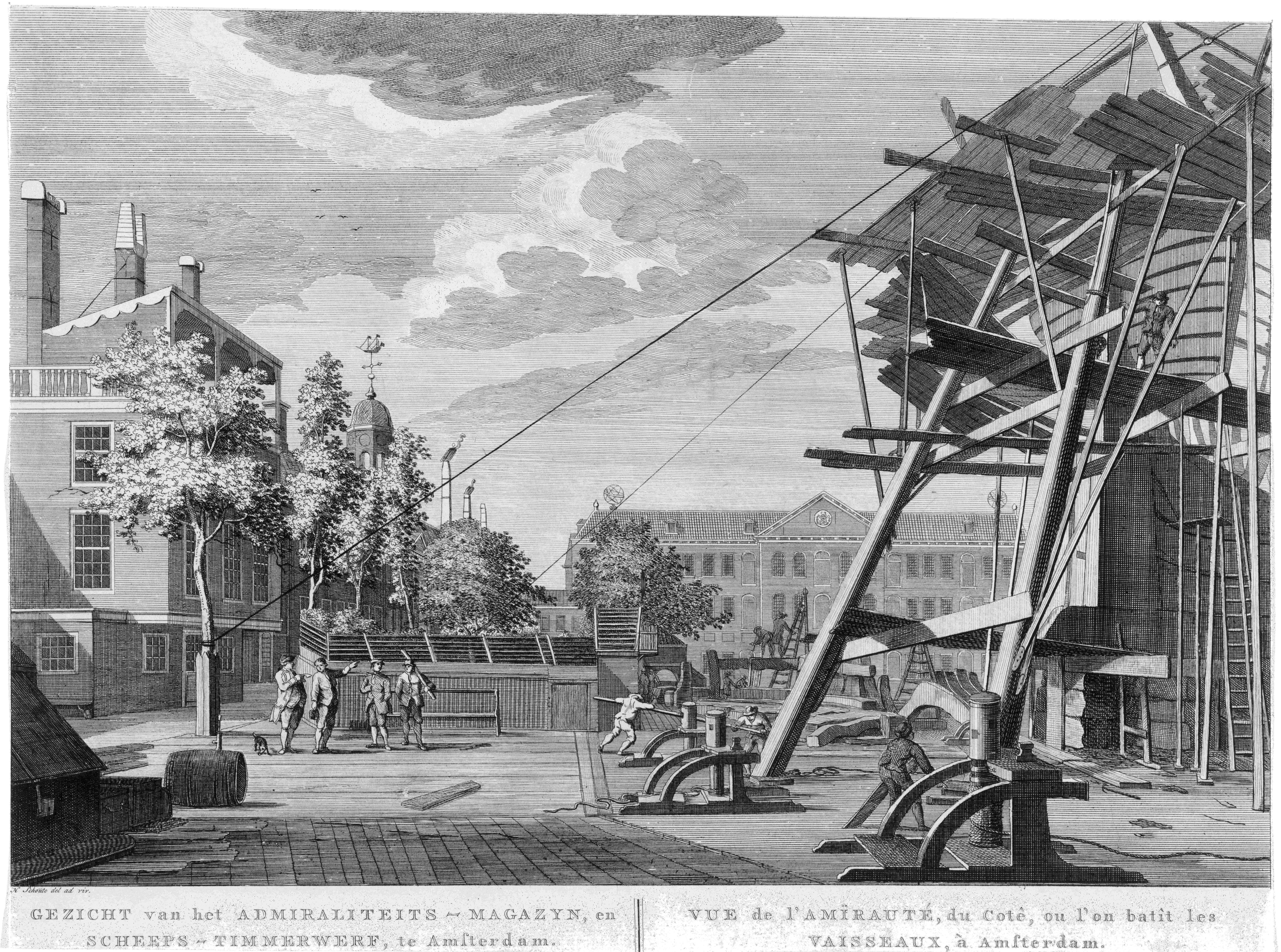
Chantier naval à Oostenburg, Amsterdam, greavure par Hermanus Petrus Schouten, (ch.1762-1822)

L'Oostenburg est l'une des trois Oostelijke Eilanden d'Amsterdam, qui ont été créées dans le marais le long de l'IJ dans la seconde moitié du XVIIe siècle. Il est situé entre l'île de Wittenburg et le Czaar Peterbuurt . Le nom de l'île s'explique par son emplacement le plus à l'ouest par rapport à Kattenburg et Wittenburg .

## Histoire

### XVIIeetXVIIIesiècles
En 1661, la Compagnie néerlandaise des Indes orientales acheta l'île nouvellement construite d'Oostenburg aan het IJ. Cette année-là, l'immense scierie et une piste de cordage de 500 mètres de long ont furent achevées. c'étaient les premiers éléments de ce qui allait devenir la plus grande entreprise industrielle du monde à cette époque. Trois grandes cales furent construites sur le front de mer. Oostenburg fut mise en service par le VOC en 1665: des chantiers navals et des entrepôts y furent installés. Toute l'île était dominée par des entrepôts et des chantiers de la VOC, qui y eût ses activités pendant plus de deux siècles. Pendant cette période, cette activité forma le centre de la métropole commerciale internationale d'Amsterdam, l'entrepôt de la « VOC »au cœur de tout, construit sur l'île entière d'Oostenburg.
Le Oost-Indisch Zeemagazijn avait quatre étages et fut conçu par l'architecte de la ville de l'époque Daniël Stalpaert, qui conçut également les Lands Zeemagazijn de l'Amirauté (actuel musée maritime). L'entrepôt de la VOC avait des dimensions de 177 mètres de long et 20 mètres de profondeur; la hauteur sous faîtage était de 22,5 mètres. Dans l'entrepôt se trouvaient les épices parfumées et précieuses d'Asie, que les navires VOC amenaient aux Pays-Bas. Un abattoir avait été installé en bas; la voilerie dans l'un des greniers. Derrière le grand entrepôt du côté de l'IJ (côté nord) se trouvaient le chantier, les cales de lancement, les ateliers et les hangars. Un bâtiment important était le houtstoof («poêle à bois») où les planches étaient cintrées pour les coques rondes. Le bâtiment était à une distance sécuritaire des autres bâtiments, au bord de l'eau en raison du risque d'incendie. De même l'entrepôt où le brai (goudron de pin) a été fondu pour calfater les coutures des navires en bois. Le chef du chantier était l'equipagemeester, qui vivait sur place, dans une grande maison de service. Les quelque 1300 ouvriers, tels que charpentiers de navires, fabricants de moufles, les forgerons et les voiliers, vivaient à proximité du chantier naval, du côté est de l'île où les maisons avaient été construites.
À l'époque, la Compagnie néerlandaise des Indes orientales comptait six chantiers aux Pays-Bas: à Amsterdam, Hoorn, Enkhuizen, Delft, Rotterdam et Middelburg. Le chantier naval d'Amsterdam sur Oostenburg était de loin le plus grand et le plus important. Environ la moitié des navires VOC construits entre 1602 et 1799 (calculé en tonnage) ont été lancés à Amsterdam. Il fallaitt un an et demi pour construire un Spiegelretourschip (Indiaman); c'était le type de navire de transport le plus important du VOC - un voilier pour le transport de marchandises et de personnes entre autres à destination et depuis Batavia. Trois de ces navires étaient construits à Amsterdam chaque année; après cela, le navire durait une quinzaine d'années. À partir de 1614, le VOC avait déjà trois classes de spiegelretourschepen. La classe la plus importante était un navire d'une longueur de 42,25 mètres (150 pieds d'Amsterdam) construit à Oostenburg; plus tard furent produits des navires de dimensions encore plus grandes. En 1697, le tsar Pierre le Grand effectua un stage de quatre mois à Oostenburg, où il a appris à construire des navires.

### XVIIIesiècle
Après la dissolution de la VOC en 1799, l'Oost-Indisch Zeemagazijn fut utilisé comme lieu de stockage des céréales. En raison d'un manque d'entretien et d'une surcharge, l'entrepôt s'effondra en 1822 et les restes furent démolis.
La partie nord de l'île fut entièrement occupée par des nouvelles activités industrielles. Werkspoor fut la première entreprise industrielle moderne à s'établir à Oostenburg. L'entreprise fut fondée en 1826 par Paul van Vlissingen, en tant qu'atelier de réparation de moteurs à vapeur pour la Stoombootmaatschappij, dont il était le cofondateur. En 1827, un ancien fumoir de la VOC fut loué pour s'agrandir. Après qu'Abraham Dudok van Heel (1802-1873) fut devenu un associé en 1828, la société fut rebaptisée Koninklijke Fabriek van Stoom- en andere werktuigen, Paul van Vlissingen & Dudok van Heel, transformée plus tard en Werkspoor. Vers 1850, l'entreprise était la plus grande usine de machines des Pays-Bas; elle comptait alors environ 1 000 employés. Entre autres, des machines à vapeur, des chaudières à vapeur et des machines pour l'industrie sucrière y furent fabriquées, et de 1843 à 1846 également des locomotives à vapeur. Le magasin et l'atelier de forgeron associés devinrent une usine de machines à vapeur à partir de 1870. En 1897, l'entreprise actuelle Werkspoor reçut une commande de la Nederlandsch-Zuid-Afrikaansche Spoorwegmaatschappij pour 40 locomotives et 400 wagons de fret. À cette fin, trois grandes halles d'usine furent construits à Oostenburg en 1897 - adjacents les uns aux autres, sur le Wittenburgervaart - conçus par l'architecte AL van Gendt: les « Van Gendthallen ». En 1913, la fabrication de wagons de chemin de fer et de structures en acier déménagea à Nieuw Zuilen près d'Utrecht.
La Nederlandsche Scheepsbouw Maatschappij (aujourd'hui NDSM) fut fondée le 25 août 1894 par le riche député Jacob Theodoor Cremer, ancien directeur de la Deli Maatschappij.L'année précédente, il avait été approché par les ouvriers d'Oostenburg, au chômage après la disparition du chantier naval de Paul van Vlissingen en 1891. Il reprit le chantier de la Conradstraat, mais sans l'usine de machines à vapeur, qui devint ensuite la propriété de Werkspoor. Cremer persuada le propriétaire du chantier naval Het Kromhout de commencer à diriger la NSM; Daniël Goedkoop qui avait déjà une vaste expérience dans la construction navale dirigera le chantier pendant 25 ans. L'atelier de Het Kromhout brûla et une usine de machines modernes y a fut construite. En 1910, le Vulcanus devint le premier pétrolier au monde à être propulsé par des moteurs diesel, construits au chantier naval NSM à Oostenburg. Au fur et à mesure que les navires grossissaient, des problèmes d'espace survinrent à l'Oosterdok d'Amsterdam. Lorsque le Rembrandt fut achevé, le niveau de l'eau devait être élevé de telle sorte que les cales du Rokin soient sous l'eau. La situation était intenable et en 1919, il fut décidé de construire un nouveau chantier de l'autre côté de l'IJ.
Le prédicateur social Ottho Heldring (1804-1876) fut l'un des premiers aux Pays-Bas à appeler au logement social dans son livre de 1844 sur la pauvreté. Un certain nombre de ses amis d'Amsterdam, dont le banquier mennonite CP van Eeghen, suivirent et fondèrent la première association néerlandaise de logement en 1852: la Vereeniging ten behoeve der Arbeidersklasse te Amsterdam, ou VAK. Ekke émit des actions au capital de 2 000 florins d'alors, qui ont été investies dans de bons logements bon marché. Lors de la première réunion, il fut décidé d'acheter un site à Oostenburg, sur Oostenburgermiddenstraat; ici se dressa un bâtiment désaffecté appartenant à la VOC Après la démolition, le premier bloc de maisons fut achevé en 1853: 18 maisons, chacune avec deux chambres spacieuses, équipées d'une (toilette) privée, lavabo et lit en fer. Ce fut l'une des premières formes de logement social à Amsterdam. En 1917, le bloc fut vendu à Werkspoor, car la rénovation des maisons s'avéra trop coûteuse pour la Vereeniging; il a été converti en espace commercial pour leur usine sur l'ancien site de la VOC. Le logement social un peu plus récent de l'époque a été maintenu à Oostenburg jusqu'à présent
La partie sud d'Oostenburg est dévolue au logements, comme les blocs d'habitation du XIXe siècle le long de l'Oostenburgervoorstraat, de la Nieuwe Oostenburgerstraat et de la Oostenburgerdwarsstraat. Dans cette partie d'Oostenburg, d'anciens locaux commerciaux ont furent démolis et remplacés par des logements sociaux dans les années 1880-1890. Cela créa un petit quartier entre Oostenburgergracht et l'ancien site Werkspoor. Seuls quelques bâtiments commerciaux restèrent, compris:
- les entrepôts de l' Admiraliteitslijnbaan et de la Lijnbaan van de Verenigde Oost-Indische Compagnie sur Oostenburgergracht; le Werkspoormuseum fut situé ici de 1950 à 2012;
- l'ancien Oost-Indisch Pakhuis sur Oostenburgervoorstraat, décrit par le VOC lors de son achèvement en 1721 comme un entrepôt très frappant aux murs incroyablement épais, capable de tenir pendant des siècles; depuis 1998, il est utilisé comme complexe d'appartements sous le nom de "Pakhuis Oostenburg".

### XXeetXIXesiècles
Le premier changement majeur eut lieu dans les Oostelijke Eilanden en 1952 et cela ne concerne même pas la pénurie de logements. La route le long de la Nieuwe Vaart qui relie Kattenburg, Wittenburg et Oostenburg fut élargie et s’appela désormais Eilandboulevard: route radiale importante qui conduit le trafic de Noord sur le Schellingwoudebrug dans la ville. Ce n'était que la première étape; en 1953, le plan de reconstruction des Oostelijke Eilanden fut présenté dans lequel Kattenburg restait une zone résidentielle, Wittenburg fut en partie destinée au logement et en partie aux entreprises et Oostenburg devient une zone entièrement industrielle. En ce qui concerne Oostenburg, ces plans ne furent pas mis en œuvre.
L'île est toujours divisée en deux : la zone résidentielle Oostenburg, également connue sous le nom d'Oostenburg-Sud, et la zone de travail, Oostenburg-Noord - toutes deux traditionnellement séparées par l'Oostenburgerdwarsvaart et reliées par un étroit pont-levis, connu sous le nom de Werkspoorbrug. Les deux zones sont en cours de développement, mais surtout Oostenburg-Noord où de nombreux logements sont prévus vers 2016, qui seront construits en 1919-20. Depuis 2012, les deux zones sont reliées au Czaar Peterbuurt après que certaines parties de l'Oostenburgervaart ont été remplies.
Sur Oostenburg-Noord, l'ancien site de Werkspoor, se trouvent les Van Gendt hallen, Roest et le bâtiment INIT, un immeuble collectif d'entreprises où se trouvent les rédactions des quotidiens Het Parool, Trouw et de Volkskrant . L' association de logement Stadgenoot est propriétaire de la plupart des bâtiments et du terrain
Parce que les bâtiments industriels occupent la plus grande partie d'Oostenburg, il y a relativement moins de construction de logements par rapport aux quartiers environnants.

## Galerie

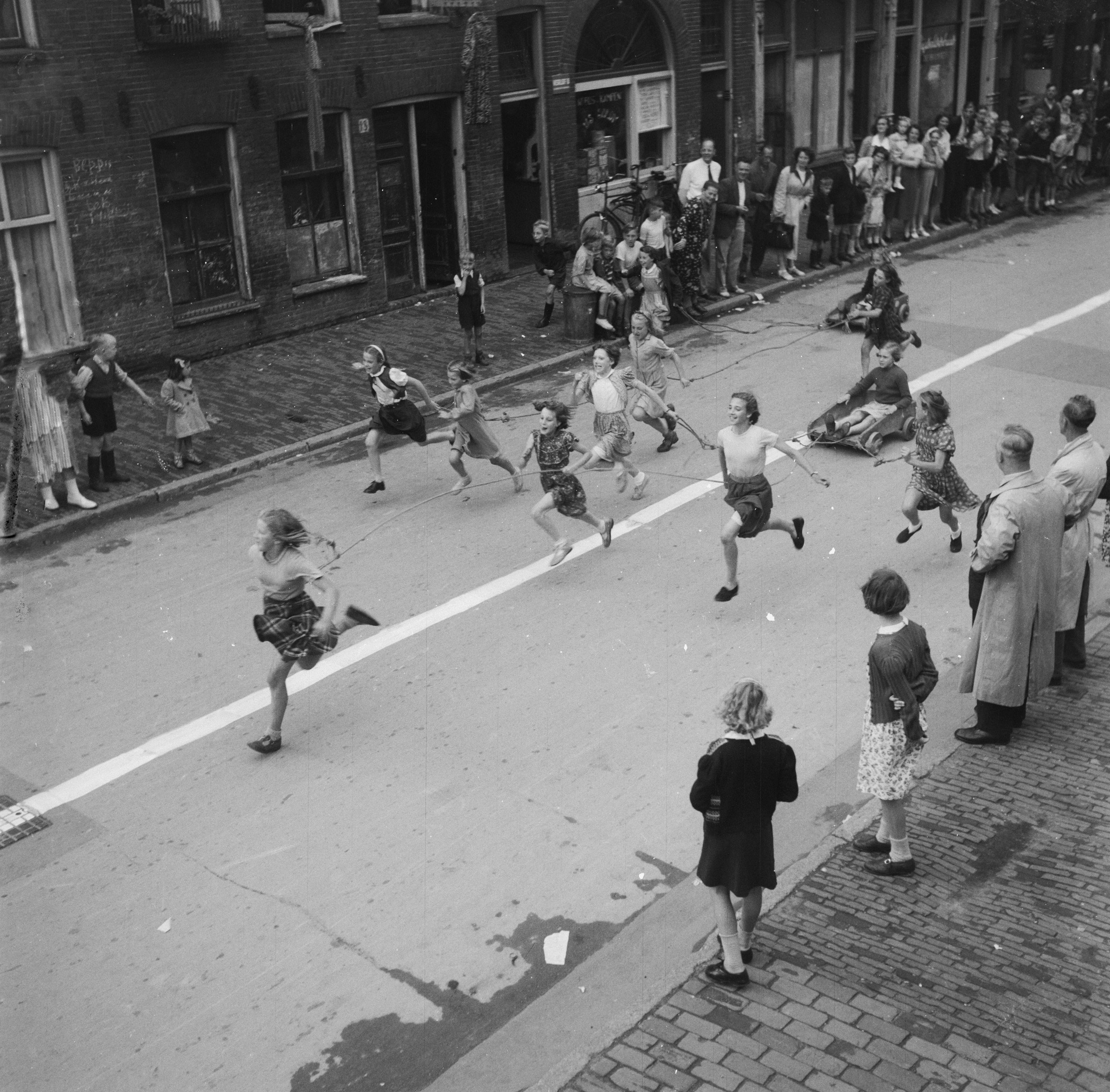
Courses de caisse à savon à Oostenburg, 11 juillet 1951; photographe, JD Noske
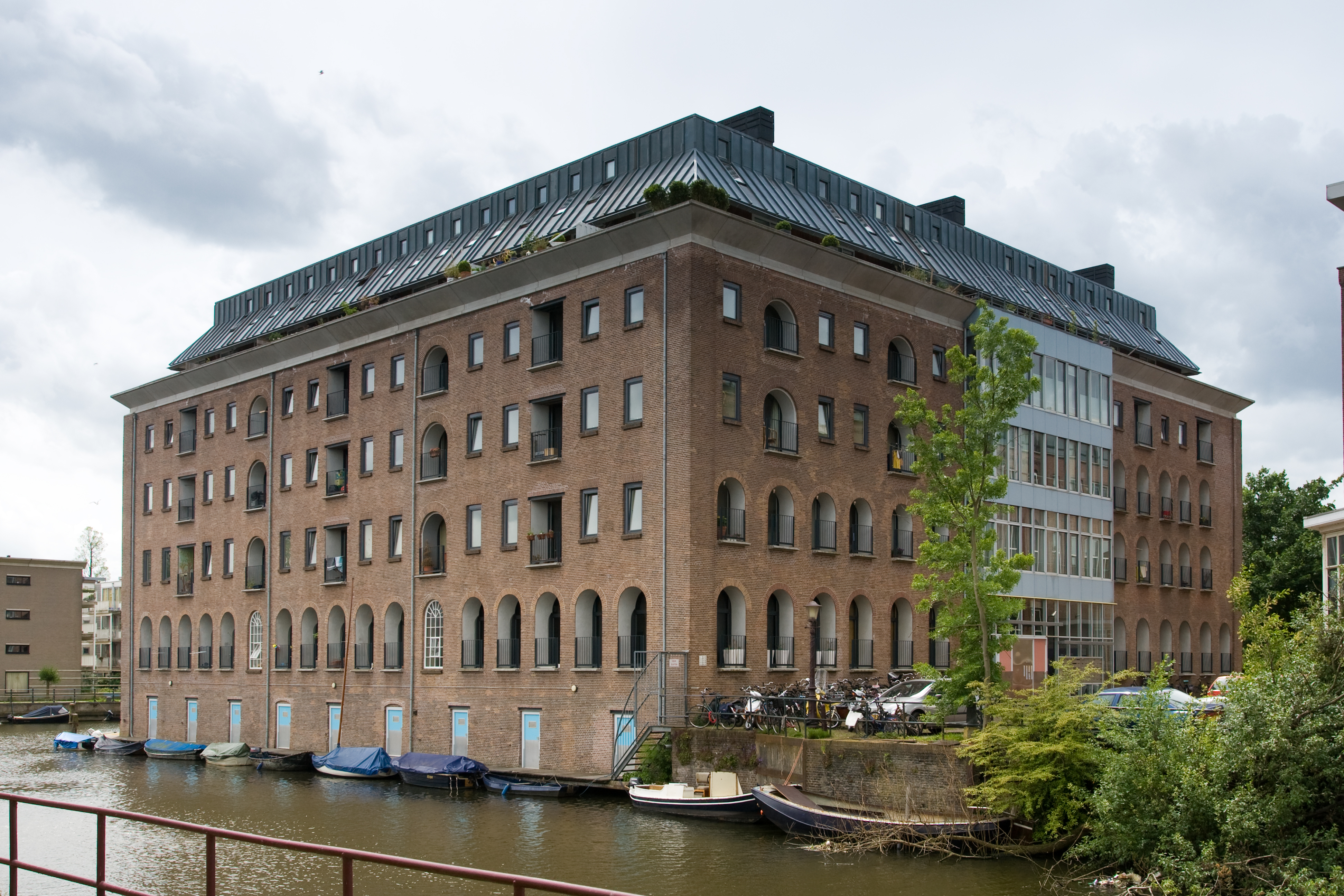
L'ancien entrepôt des Indes orientales de la VOC
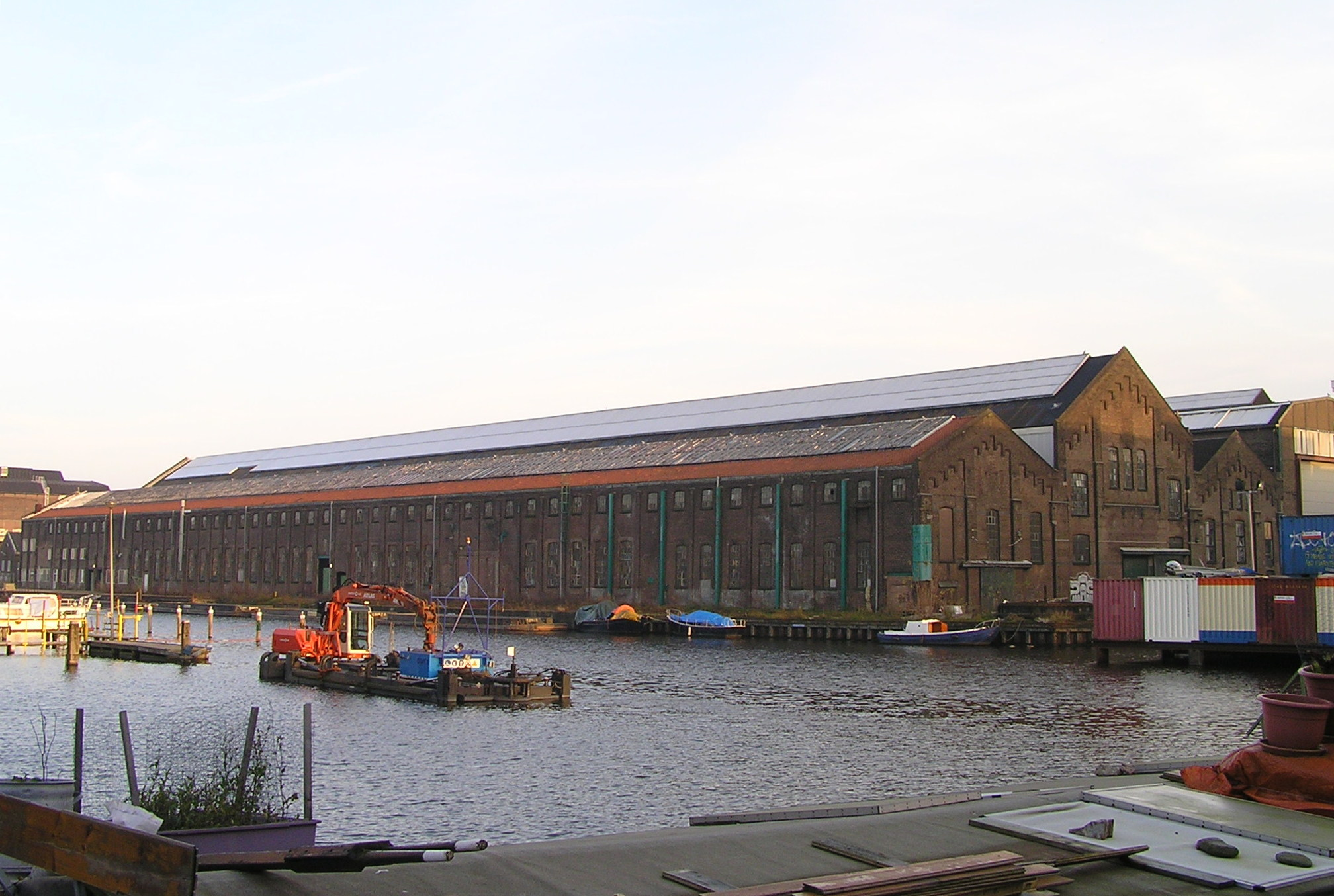
Van Gendthallen de Werkspoor sur Oostenburgereiland
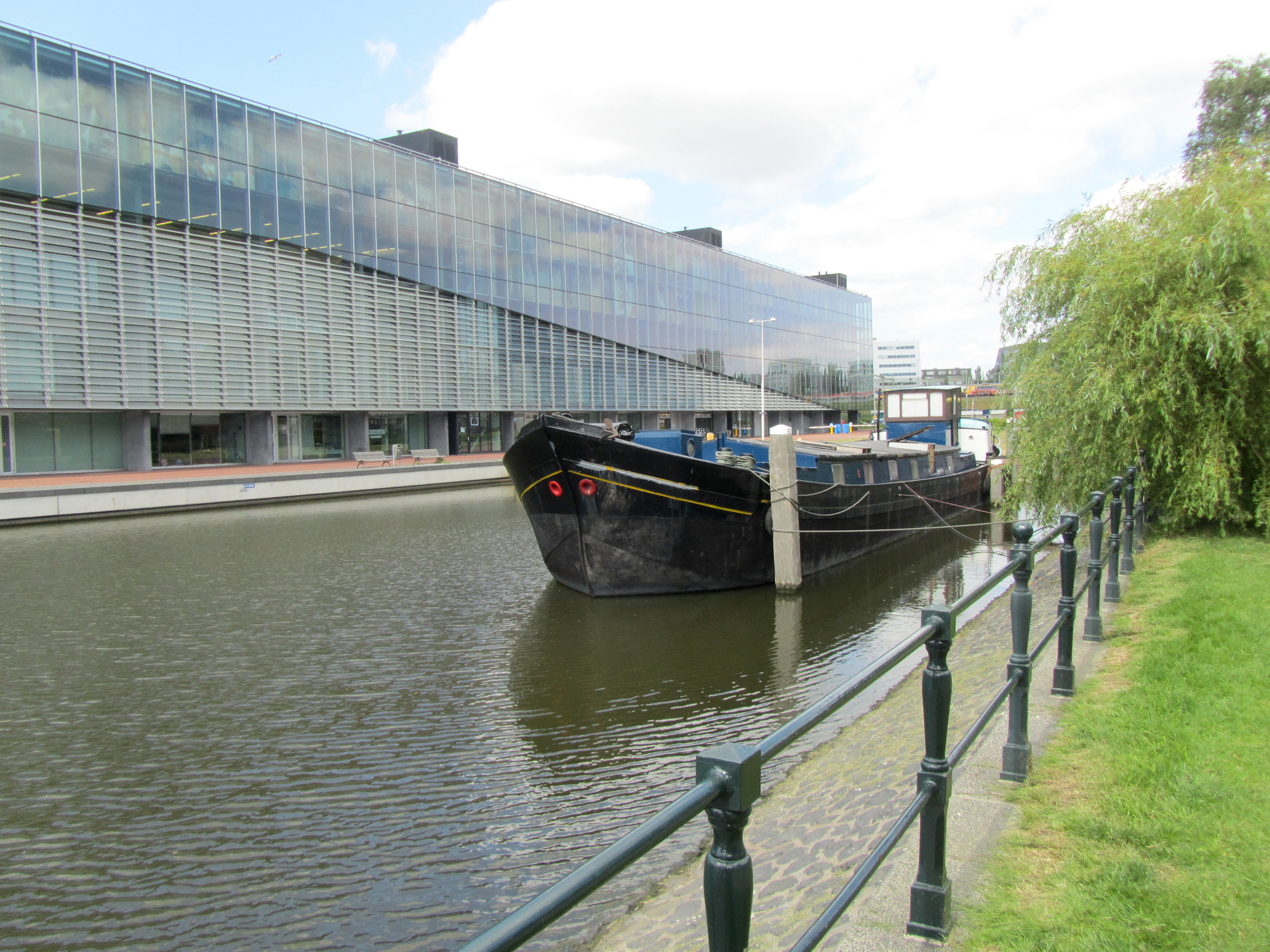
L'Oostenburgervaart et le bâtiment INIT
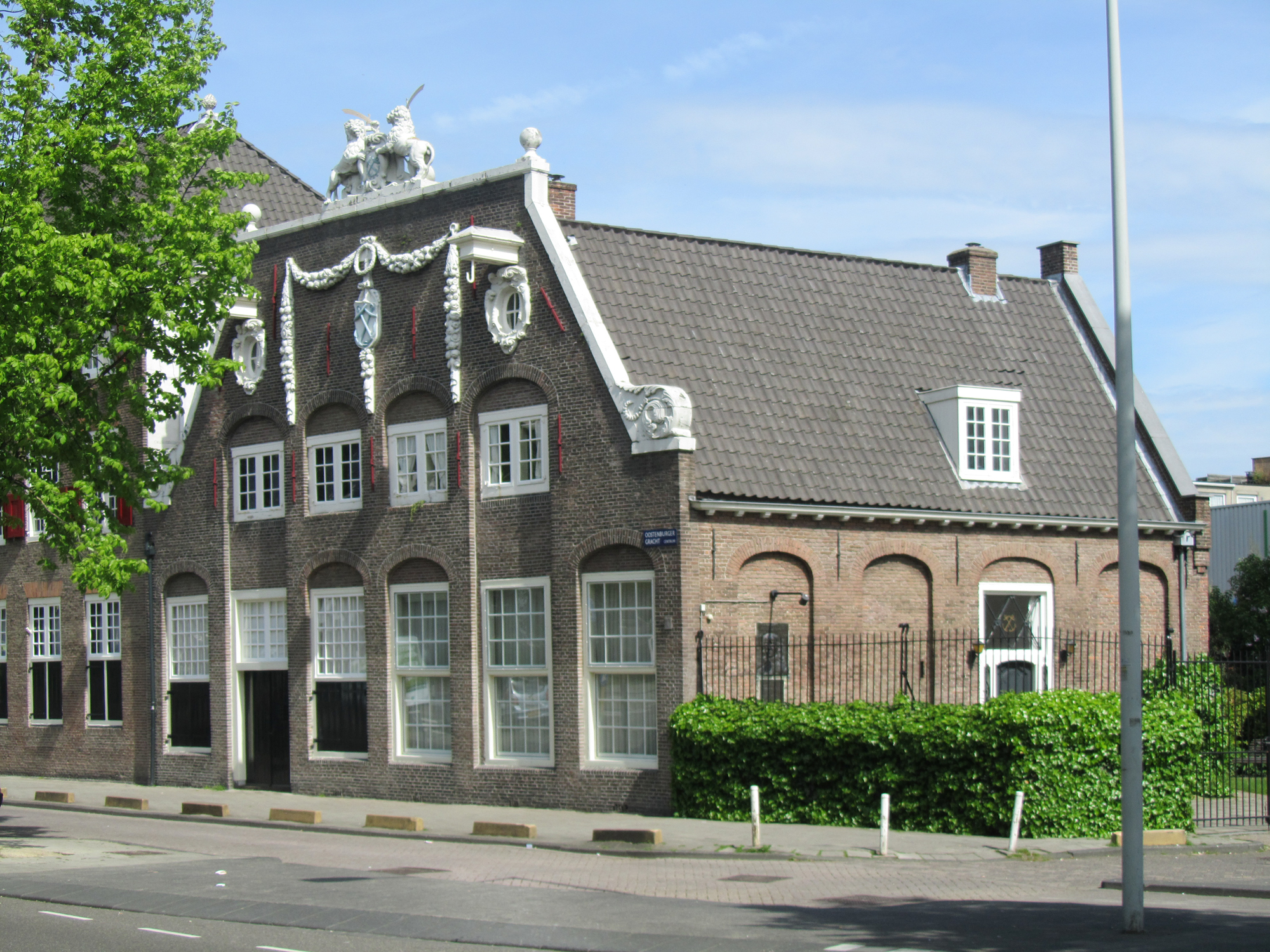
L'ancienne Admiraliteitslijnbaan sur Oostenburgergracht